# Eugen Freund
Eugen Freund, né le 15 avril 1951 à Vienne, est un homme politique autrichien du Parti social-démocrate d'Autriche.
Il est tête de liste de son parti lors des élections européennes de 2014 et siège de 2014 à 2019.